# Galleri över historiska flaggor
Detta är ett galleri med bilder av historiska flaggor för stater; det vill säga flaggor för stater som inte existerar längre eller flaggor som en stat har upphört att använda.

## Afrika

Benin 1975–1990 (om flaggan)
Biafra
Egypten 1922–1952 (om flaggan)
Katanga (om flaggan)
Kongo-Brazzaville 1970–1991 (om flaggan)
Lesotho 1966–1987 (om flaggan)
Lesotho 1987–2006 (om flaggan)
Libyen 1977–2011 (om flaggan)
Seychellerna 1977–1996 (om flaggan)
Sydafrika 1910–1928 (om flaggan)
Sydafrika 1928–1994 (om flaggan)
Transvaal –1994
Zaire (om flaggan)
Övre Volta (om flaggan)

## Amerika (Nord- och Syd-)

Amerikas konfedererade stater, 1861–1863 (om flaggan)
Amerikas konfedererade stater, 1863–1865 (om flaggan)
Amerikas konfedererade stater, 1865 (om flaggan)
Brittiska Västindien (om flaggan)
Haiti 1964–1986 (om flaggan)
Kanada 1957–1965 (om flaggan)
Newfoundlands flagga 1904–1931

## Asien

Burma 1948–1974 (om flaggan)
Burma 1974–2010 (om flaggan)
Georgien 1918–1921, 1990–2004 (om flaggan)
Irak 1963–1991 (om flaggan)
Irak 1991–2004 (om flaggan)
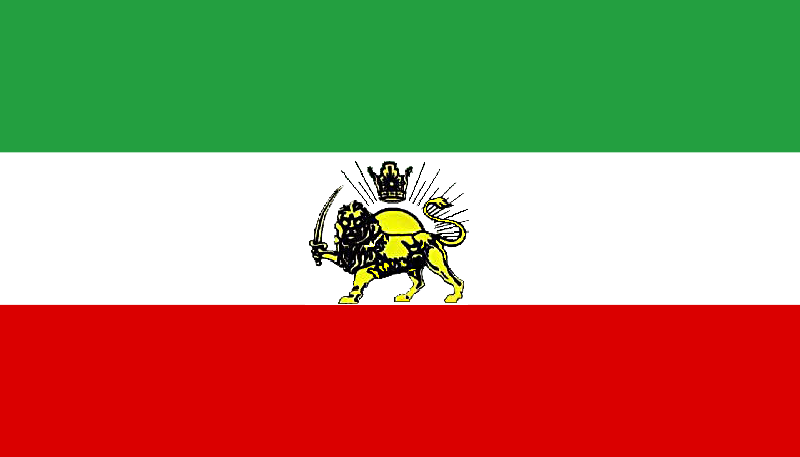
Iran 1925–1979 (om flaggan)
Jemen 1927–1962 (om flaggan)
Taiwans flagga 1912–1928 (om flaggan)
Qingdynastin (Kina) (om flaggan)
Laos 1952–1975 (om flaggan)
Muskat och Omans flagga (om flaggan)
Sydjemen (om flaggan)
Sydvietnam 1954–1976 (om flaggan)

## Europa

Bosnien och Hercegovina 1992–1998 (om flaggan)
Hertigdömet Burgund (om flaggan)
Bulgarien 1967–1990 (om flaggan)
Grekland 1822–1978 (om flaggan)
Jugoslavien under socialisttiden (om flaggan)
Kalmarunionen (om flaggan)
Furstendömet Lippes flagga
Makedonien 1992–1995 (om flaggan)
Moresnet (om flaggan)
Norges handelsflagga 1844–1899 (om flaggan)
Preussen 1892–1918
Rumänien 1965–1989 (om flaggan)
Furstendömet Schaumburg-Lippes flagga.
Furstendömena Schwarzburg-Rudolstadts och Schwarzburg-Sondershausens gemensamma flagga
Serbien och Montenegro (om flaggan)
Sovjetunionen 1922–1980 (om flaggan)
Sovjetunionen 1980–1992 (om flaggan)
Andra spanska republiken 1931–1939 (om flaggan)
Sveriges handelsflagga 1844–1905 (om flaggan)
Tjeckoslovakien 1918–1992 (om flaggan)
Tyskland 1871–1918, 1933–1935 (om flaggan)
Tyskland 1933–1945 (om flaggan)
Östtysklands flagga 1959–1990 (om flaggan)
Österrike-Ungerns flagga 1848–1918 (om flaggan)
Östrumeliens flagga 1878–1908